# Georg Haindl (Papierfabrikant, 1881)
Georg Haindl (* 19. November 1881 in Augsburg; † 4. März 1958 ebenda) war ein deutscher Papierfabrikant und Wirtschaftspolitiker.

## Leben
Georg Haindl, Sohn von Friedrich (6. August 1849 – 25. Oktober 1929, Papierfabrikant in Augsburg; Sohn von Georg, 1816–78, Papierfabrikant, und Elise Ehrnthaller) studierte an den Universitäten München, Berlin und Freiburg Rechts- und Sozialwissenschaft sowie Nationalökonomie. 1902 wurde er Mitglied des Corps Palatia München. Nach Abschluss des Studiums trat er 1905 in die Leitung des Familienunternehmens G. Haindlschen Papierfabriken GmbH in Augsburg ein. Im Ersten Weltkrieg war er zunächst Kriegsteilnehmer, bevor im 1917 die Leitung der Papierholz-Beschaffungsstelle übertragen wurde. Ab 1919 trieb er die Modernisierung von Haindl Papier voran und baute das Unternehmen zum drittgrößten Papierexporteur Deutschlands aus. Nach der fast völligen Zerstörung im Zweiten Weltkrieg betrieb er den Wiederaufbau des Unternehmens.
1919 führte er die bayerischen Papier-, Pappen-, Zellstoff- und Holzstofffabrikanten zu einem Arbeitgeberverband zusammen. Seit 1920 gehörte er dem Aufsichtsrat des Verbandes Deutscher Druckpapierfabriken GmbH an. Seine Initiative zum Einsatz moderner leistungsfähiger Maschinen führte nach 1924 zum schnellen Aufstieg der deutschen Papierindustrie auf dem Weltmarkt. Beim Reichswirtschaftsministerium erreichte er ab 1933 eine Trennung der Zeitungsdruckpapierindustrie von der Druck- und Schreibpapierindustrie. Nach dem Zweiten Weltkrieg wurde er Vorsitzender des Großen Verkehrsausschusses.
Als Politiker gehörte er ab 1920 dem Wirtschaftsbeirat der Bayerischen Volkspartei, in dem er sich für aktive bayerische Industriepolitik einsetzte, an. 1931 berief ihn Paul von Hindenburg als einzigen Bayern in den 25-köpfigen Wirtschaftsbeirat der Deutschen Reichsregierung, den sog. Brüningrat.
1913 heiratete er Erna Braun (1889–1921), Tochter des Oberlandesgerichtspräsidenten Carl von Braun.

## Auszeichnungen
- 1924: Kommerzienrat
- 1952: Großes Bundesverdienstkreuz
- 1955: Ehrenbürger der Ludwig-Maximilians-Universität München